# Juan Portocarrero
Juan Portocarrero, OFM (falecido no dia 8 de março de 1631) foi um prelado católico romano espanhol que serviu como bispo de Almeria (1602–1631).

## Biografia
Juan Portocarrero foi ordenado sacerdote na Ordem dos Frades Menores. No dia 26 de agosto de 1602 foi escolhido pelo Rei da Espanha e confirmado pelo Papa Leão XI como Bispo de Almeria. Serviu como Bispo de Almeria até à sua morte a 8 de março de 1631. Enquanto bispo, foi o principal co-consagrador de Antonio Corrionero, Bispo de Islas Canarias (1615); Juan Zapata Osorio, Bispo de Zamora (1616); Enrique Pimentel Zúñiga, Bispo de Valladolid, (1619); e Garcerán Albañell, Arcebispo de Granada (1621).